# Ликнадеска гробница
Ликнадеската гробница (на гръцки: Μακεδονικός Τάφος στις Λικνάδες) е погребално съоръжение от древномакедонската епоха, разположено край населишкото село Ликнадес, Гърция.
Гробницата вероятно е построена в IV век пр. Хр. Разрушена е през XIX век, като мраморни части от нея са запазени в Цотили. Гробницата има вътрешни размери 2,83 на 2,85 m. Ширината на фасадата е 3,25 m. Паметникът е сходен с Катранишката и Войводинската гробница и така показва единството на погребалните обичаи в Горна и Долна Македония, както и високия стандарт на живот и културното равнище в Горна Македония.